# 郑州公交G37路
郑州公交G37路是中国河南省郑州市的一条公共汽车线路，来往于兴国路公交站与郑州国际会展中心，由郑州公交集团第一运营公司运营。

## 线路历史
G37路前身为37路，开通于1995年2月26日，开通时的路线为华山路公交一场至燕庄，长15.1公里，设站位17个。1996年4月26日，37路终点站向东延伸至金水路上的汽车客运东站，路线长度15.6公里。
2014年6月26日，37路路线截短，东端终点站由中州大道民航路缩短至紫荆山人民路。
2020年7月26日，37路路线向西延伸至兴国路公交站。2021年6月8日，37路西段路线进行微调，调整后路线沿兴国路、广文街、文思街、民悦街、兴国路接原线。
2023年8月起，郑州市对公交线网进行分批次优化调整。37路为第六批调整的线路，被定位为高频骨干线路，于2023年9月19日线路号改为G37路，东端终点站延伸至位于郑东新区中央商务区的郑州国际会展中心。

## 线路基本资料

### 线路走向
- 下行：兴国路公交站→会展中心
  - 经过道路：长椿路、兴国路、广文街、文思街、民悦街、兴国路、凯旋路、中原西路、中原中路、秦岭路、棉纺西路、棉纺东路、建设东路、解放路立交桥、民主路、太康路、人民路、金水东路、黄河南路、平安大道、商务外环路、商务内环路
- 上行：会展中心→兴国路公交站
  - 经过道路：商务内环路、商务外环路、平安大道、黄河南路、金水东路、人民路、解放路立交桥、建设东路、棉纺东路、棉纺西路、秦岭路、中原中路、中原西路、凯旋路、兴国路、民悦街、文思街、广文街、兴国路、长椿路

### 服务时间
- 兴国路公交站：06:00～22:00
- 会展中心：06:00～22:00

### 收费
- 全程单价RMB¥1，无人售票，支持绿城通（普通储值卡8折，成人月票5折，学生月票2.5折，老年卡免费）、微信/支付宝乘车码及银联云闪付。

### 与郑州地铁的换乘
- █ 1号线：秦岭路、二七广场 (仅上行)、人民路、紫荆山
- █ 2号线：紫荆山
- █ 3号线：二七广场 (仅上行)

### 停站
37路各停靠站点如下表所示：
| 下行站序 | 上行站序 | 站名                 | 所在道路 | 轨交换乘                                                           | 周边地点                                               |
| 1        | 24       | 兴国路公交站         | 兴国路   |                                                                    |                                                        |
| 2        | 23       | 市政务中心           | 兴国路   | 郑发大厦、郑州市行政服务大厅                                       |                                                        |
| ↓        | 22       | 西南岗社区西门       | 广文街   | 启福尚都C区                                                        |                                                        |
| 3        | ↑        | 广文街兴国路         | 广文街   | 启福尚都C区                                                        |                                                        |
| 4        | 21       | 启福尚都社区A区      | 文思街   | 启福尚都A区                                                        |                                                        |
| ↓        | 20       | 文思街民悦街         | 文思街   | 郑州市实验小学、启福尚都B区及C区                                   |                                                        |
| 5        | ↑        | 民悦街文思街         | 民悦街   | 郑州市实验小学、启福尚都B区及C区                                   |                                                        |
| ↓        | 19       | 民悦街兴国路         | 民悦街   | 启福尚都C区                                                        |                                                        |
| 6        | ↑        | 兴国路民悦街         | 兴国路   | 启福尚都C区                                                        |                                                        |
| ↓        | 18       | 兴国路凯旋路         | 兴国路   | 启福尚都C区                                                        |                                                        |
| 7        | 17       | 凯旋路中原西路       | 凯旋路   | 郑州市教育局、郑州市第一中学                                       |                                                        |
| 8        | 16       | 赵坡新村             | 中原西路 | 西流湖公园南区                                                     |                                                        |
| 9        | 15       | 中原西路杏湾路       | 中原西路 | 阳光花苑                                                           |                                                        |
| 10       | 14       | 中原西路湖光苑       | 中原西路 | 湖光苑、绿都城                                                     |                                                        |
| 11       | 13       | 中原路西三环         | 中原中路 | 郑州市财经学校                                                     |                                                        |
| 12       | 12       | 交巡警二大队         | 中原中路 | 郑州市公安局交巡警二大队、茜城五月天、保利心语、郑州市第六十九中学 |                                                        |
| 13       | 11       | 中原路华山路         | 中原中路 | 中原万达广场、二砂文创园、中晟银泰国际中心                         |                                                        |
| 14       | ↑        | 秦岭路中原路站 (BRT) | 秦岭路   | 中原万达广场、郑州市生态环境局                                     |                                                        |
| 15       | 10       | 秦岭路岗坡路         | 秦岭路   | 郑煤机社区、岗坡阳光新城                                           |                                                        |
| 16       | 9        | 秦岭路建设路站 (BRT) | 秦岭路   | 1 秦岭路                                                           | 郑州客运西站、西元国际广场、秦岭蓝天佳园、富丽家园     |
| 17       | 8        | 棉纺路秦岭路         | 棉纺路   |                                                                    | 锦艺城C区                                              |
| 18       | 7        | 棉纺路桐柏路         | 棉纺路   | 锦艺城、国棉三厂家属院                                             |                                                        |
| 19       | 6        | 棉纺西路             | 棉纺路   | 国棉四厂家属院                                                     |                                                        |
| 20       | 5        | 棉纺路嵩山路         | 棉纺路   | 丹尼斯大卖场中原店、绿洲书苑、中林国际广场、国棉五厂家属院         |                                                        |
| 21       | 4        | 棉纺东路             | 棉纺路   | 鑫苑商业购物中心、鑫苑国际城市花园                                 |                                                        |
| 22       | ↑        | 医学院               | 棉纺路   | 郑州大学第一附属医院河医院区、中投旺金城金旺角                     |                                                        |
| 23       | ↑        | 民主路北京华联       | 民主路   | 郑州华润万象城                                                     |                                                        |
| 24       | ↑        | 百货大楼             | 太康路   | 丹尼斯大卫城、郑州百货大楼、大上海城、光彩市场                     |                                                        |
| ↓        | 3        | 二七广场人民路       | 人民路   | 13 二七广场                                                        | 二七广场、大融城、光彩市场                             |
| 25       | 2        | 工人新村             | 人民路   | 1 人民路                                                           | 丹尼斯百货人民店、工人新村、河南中医药大学第一附属医院 |
| 26       | 1        | 紫荆山人民路         | 人民路   | 12 紫荆山                                                          | 紫荆山百货大楼、人民广场、紫荆山公园、河南饭店         |